# 屏东铁苋菜
屏东铁苋菜（学名：Acalypha akoensis）为大戟科铁苋菜属下的一个种。

## 扩展阅读
- 維基物種上的相關：屏东铁苋菜